# Pave Sylvester 1.
Pave Sylvester 1. (død 31. december 335) blev pave efter Miltiades i januar 314 og regerede til sin død. Han var den pave, der har regeret i ottendelængst tid.
Optegnelserne om hans pavedømme i Liber Pontificalis fra det 7. eller 8. århundrede og hos Anastasius er stort set kun en opremsning af de gaver, som kejser Konstantin den Store skulle have givet til den romerske kirke.
Sylvester var repræsenteret ved det første koncil i Nikæa og siges endvidere at have holdt et koncil i Rom, hvor han fordømte kætteriet fra Arius og andre. 
Legenden om, at han skulle have døbt Konstantin, er ikke korrekt, da samtidige vidnesbyrd viser, at kejseren modtog dåben i nærheden af Nikomedia af Eusebius, biskop af denne by.
Ifølge Ignaz von Döllinger, historiker fra 19. århundrede, kan hele legenden om Sylvester og Konstantin med alle detaljerne om Konstantins spedalskhed og påståede bad i blod ikke være sammenstykket senere end ved udgangen af det 5. århundrede, selv om den kobles til Gregor af Tours og Beda. Den såkaldte "Konstantins gave" blev lang tid forinden betragtet som en forfalskning, og dokumentet var efter von Döllingers opfattelse skabt i Rom mellem 752 og 777. Pave Adrian 1. kendte det i 778, og det blev inkorporeret i de falske dekreter i nærheden af midten af det følgende århundrede.
Sylvesters legendariske forbindelse til Konstantin havde betydning Middelalderen: Pave Sylvester 2. (999-1003), der selv havde tæt forbindelse til kejser Otto 3., valgte navnet Sylvester som en efterligning af Sylvester 1.
På grund af Sylvesters død og efterfølgende navnedag 31. december kendes nytårsaften flere steder også som Sylvester.
Sylvesters relikvier findes i San Silvestro in Capite-kirken i Rom. 